# Gilet pare-balles
 (février 2015).
Si vous disposez d'ouvrages ou d'articles de référence ou si vous connaissez des sites web de qualité traitant du thème abordé ici, merci de compléter l'article en donnant les références utiles à sa vérifiabilité et en les liant à la section « Notes et références ».

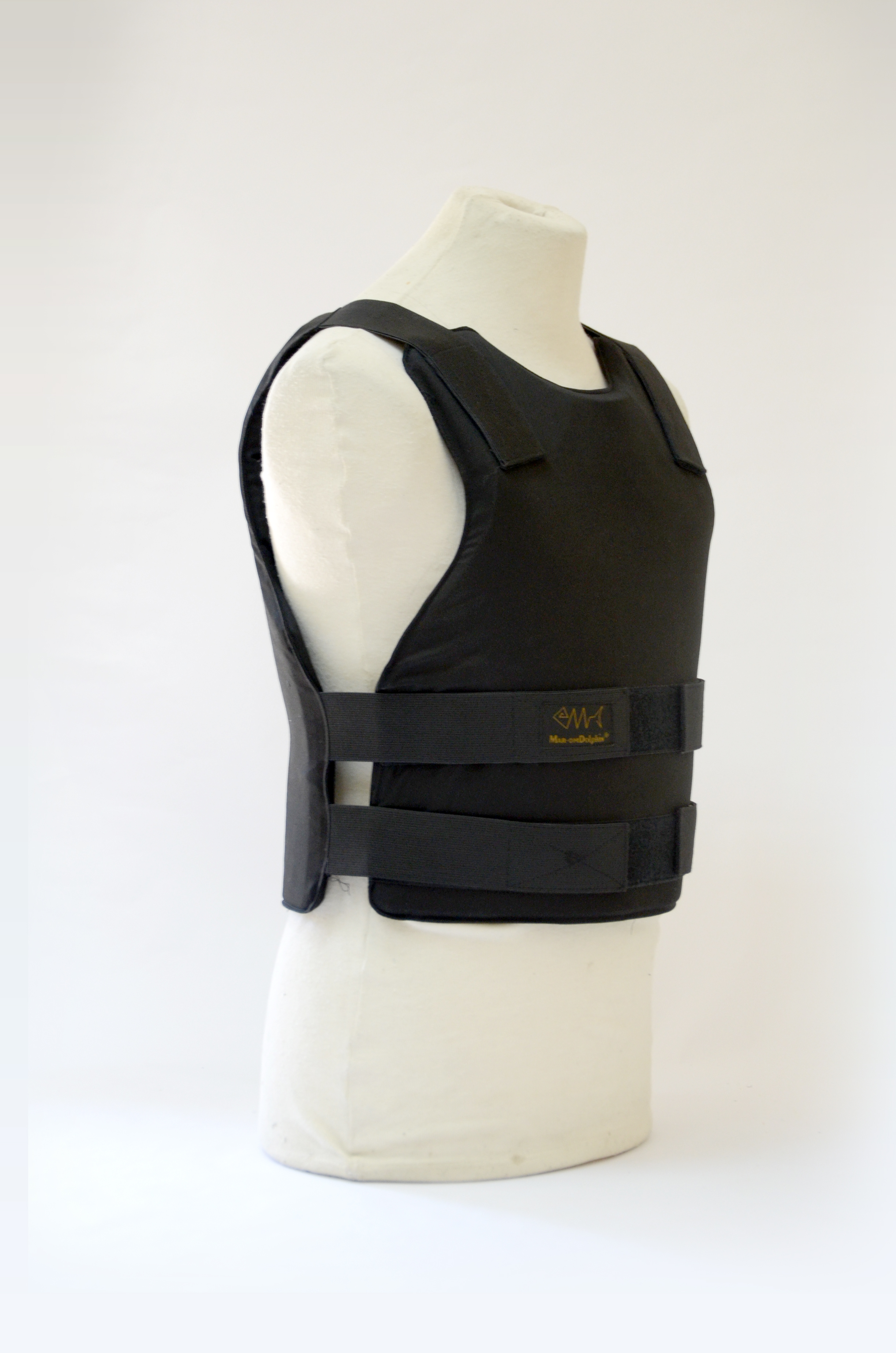

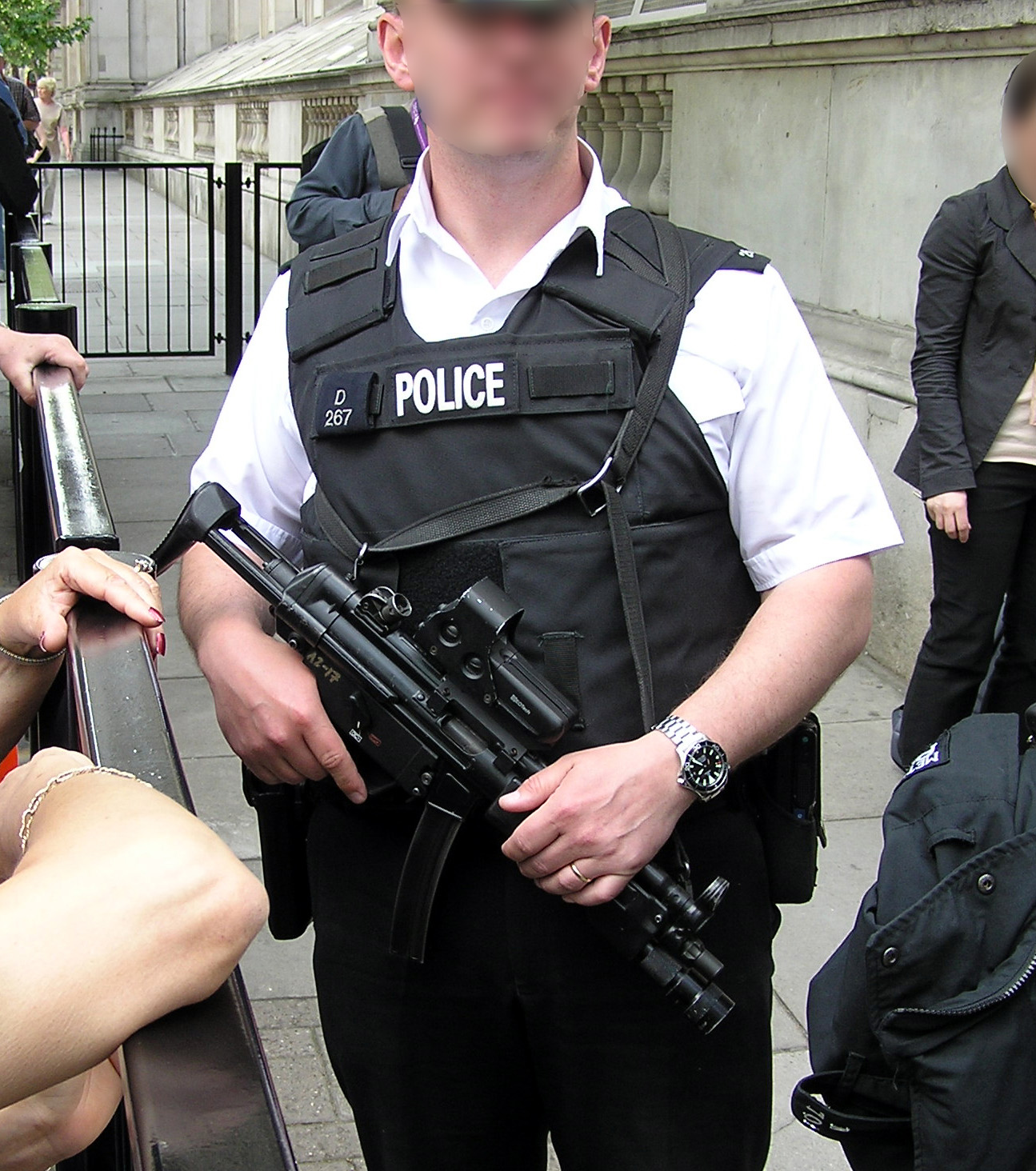
Un policier londonien portant un gilet pare-balles en 2005.

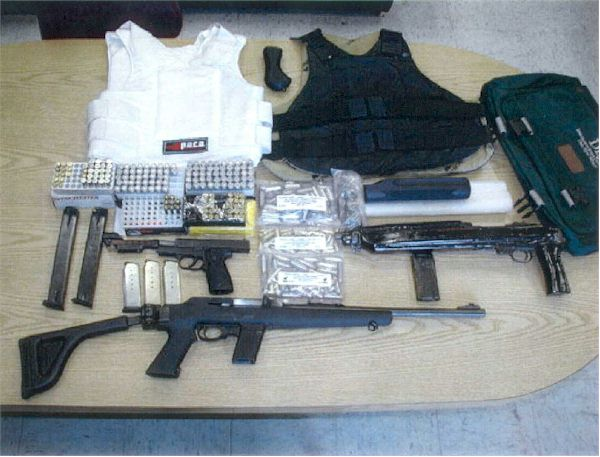
Gilets pare-balles (en haut) et armes, lors d'une saisie.

Le gilet pare-balles est un équipement principalement destiné à protéger le thorax, l'abdomen et le dos contre le tir d'armes à feu en empêchant la pénétration de la balle et en absorbant son impact.

## Description
De nos jours, les gilets sont surtout fabriqués avec des fibres tissées serrées, principalement le Kevlar. Ils sont utilisés en général par l'armée et les forces de l'ordre (police, gendarmerie, douanes, surveillance pénitentiaire...). Ce type de gilet peut alors protéger celui qui le porte contre les projectiles d'armes de poing et de certains fusils, ainsi que les shrapnels de certains dispositifs explosifs comme les grenades. Des plaques de métal ou de céramique peuvent être glissées dans des pochettes prévues à cet effet sur le devant et à l'arrière des gilets, afin de leur permettre d'arrêter des munitions d'une puissance supérieure à la protection offerte par le seul gilet, au détriment du poids, qui peut être augmenté de plusieurs kilogrammes par les plaques. Les forces de police portent généralement le gilet seul, tandis que les plaques de céramique ou de métal sont utilisées par les armées nationales ou les forces spéciales d'intervention policière, tels le SWAT américain ou le GIGN, la BRI ou encore le RAID français.
Mais les gilets pare-balles ne sont conçus que pour protéger d'un certain niveau de menace et ne sont donc pas infaillibles. Il existe des armes très efficaces pouvant les percer, comme les munitions perforantes d'armes de poings telles que la 5,7x28mm ou la 7N21 russe dont le noyau est en acier.

## Vue d'ensemble
Des plaques de métal (acier ou titane), de céramique ou de polyéthylène fournissent une protection supplémentaire au niveau des organes vitaux. Elles permettent une protection efficace contre toutes les munitions d'armes de poing (sauf quelques exceptions) et la plupart des fusils. Ces « gilets pare-balles tactiques » sont devenus un standard dans le domaine militaire, car le gilet pare-balles classique n'offre pas assez de résistance contre les projectiles de fusils d'assaut, armes que les forces militaires risquent le plus souvent d'affronter. Le CRISAT NATO (Collaborative Research Into Small Arms Technology-North Atlantic Treaty Organization) recommande les plaques de titane[réf. nécessaire].
Contrairement aux armures de métal des deux guerres mondiales, les gilets pare-balles modernes ne dévient pas les balles mais stoppent, plutôt, les projectiles en absorbant l'énergie cinétique qu'ils dégagent et en la redistribuant sur la plus grande portion du corps possible. C'est un peu le même principe que les raquettes hivernales, qui répartissent le poids de la personne sur une plus grande surface afin qu'elle ne s'enfonce pas dans la couche de neige. Pour le gilet, c'est donc l'énergie cinétique de la balle qui est redistribuée, afin qu'elle ne pénètre pas le corps. Cette disposition déforme un peu la balle, ce qui diminue son pouvoir de pénétration. Bien que les gilets pare-balles empêchent les projectiles de pénétrer l'organisme, ce dernier absorbe malgré tout l'énergie déployée par la balle, ce qui peut causer des traumatismes internes. Même si la plupart du temps on s'en sort avec un bleu, l'impact peut causer de graves blessures, telles qu'une hémorragie interne, des déchirures au niveau des tissus ou encore des fractures des côtes[réf. nécessaire].
La majorité des gilets pare-balles offrent une protection limitée contre les flèches, les pics à glace, les coups de couteau, les munitions dont la pointe est effilée ou les munitions perforantes. Étant donné que l'énergie déployée par ce type d'objet est répartie sur une surface très restreinte, ils peuvent traverser certains gilets. Certain modèles sont cependant spécialement conçus pour contrer les objets tranchants tels que les couteaux, ils sont principalement utilisés par les gardiens de prison. Des matériaux tels le Dyneema (une alternative au Kevlar) offrent une plus grande protection contre les lames[réf. nécessaire].
Les gilets pare-balles, sans l'ajout de plaques de protection, n'offrent pratiquement aucune protection contre les munitions de fusil ou même certaines munitions de pistolet tirées par des carabines, car leur vitesse et leur pouvoir de pénétration sont beaucoup plus grands. La seule exception est le .22 Long Rifle, qui est arrêté par les gilets pare-balles, même s’il est tiré par un fusil[réf. nécessaire].

## Histoire

### Veste en soie
Les premiers gilets pare-balles étaient faits de soie ou de lin. Ils ressemblaient aux jaques, vêtements matelassés médiévaux constitués de 18 à 30 couches de tissu afin d'offrir une protection maximale contre les flèches. Le 25 février 1881, George E. Goodfellow (en), médecin et naturaliste de Tombstone, dans l'État de l'Arizona, assistait à un duel d'armes à feu entre deux hommes, Luke Short (en) et Charlie Storms (en). En examinant Storms, il découvrit que le mouchoir de soie de l'homme plié dans sa poche de poitrine avait ralenti quelque peu la balle qui l'avait touché. Il a extrait la balle intacte de la blessure avec deux épaisseurs de soie enroulées autour. Le docteur Goodfellow documenta plusieurs autres cas où des tissus de soie auraient protégé des personnes d'une blessure par balle.
À Chicago, un prêtre polonais du nom de Casimir Zeglen (en) utilisa la découverte de Goodfellow, pour développer l'un des premiers gilets pare-balles, vers la fin du XIXe siècle. Très coûteux, le gilet fait de plis de soie d'une épaisseur totale d'environ 10 à 12 mm pouvait arrêter les balles les plus lentes tirées par des armes de poing à poudre noire. Le gilet coûtait dans les 800 $ US à l'époque. Des versions de ce tissu épaisses de 25 mm sont mentionnées par un journal en 1902 comme pouvant arrêter des balles de plomb des fusils militaires à n'importe quelle distance. Recouvert de 1,6 mm d'acier ce dernier peut également stopper des balles de fusil en acier tirées à une distance de 230 m, et d'une distance de 45 m si l'épaisseur de la plaque d'acier est doublée.
Un tissu similaire protégeant la voiture du roi et de son épouse, créé par l'inventeur polonais Jan Szczepanik avec Casimir Zeglen en 1901, sauva la vie d'Alphonse XIII d'Espagne lors d'une attaque à la bombe en mai 1906.
Le 28 juin 1914, François Ferdinand, l'archiduc d'Autriche, possédait une de ces vestes mais ne la portait pas lors de son assassinat. Cependant, elle n'aurait pas pu le protéger de la balle de .32 ACP tirée par Gavrilo Princip qui l'a atteint au cou.

### Plastrons d'acier

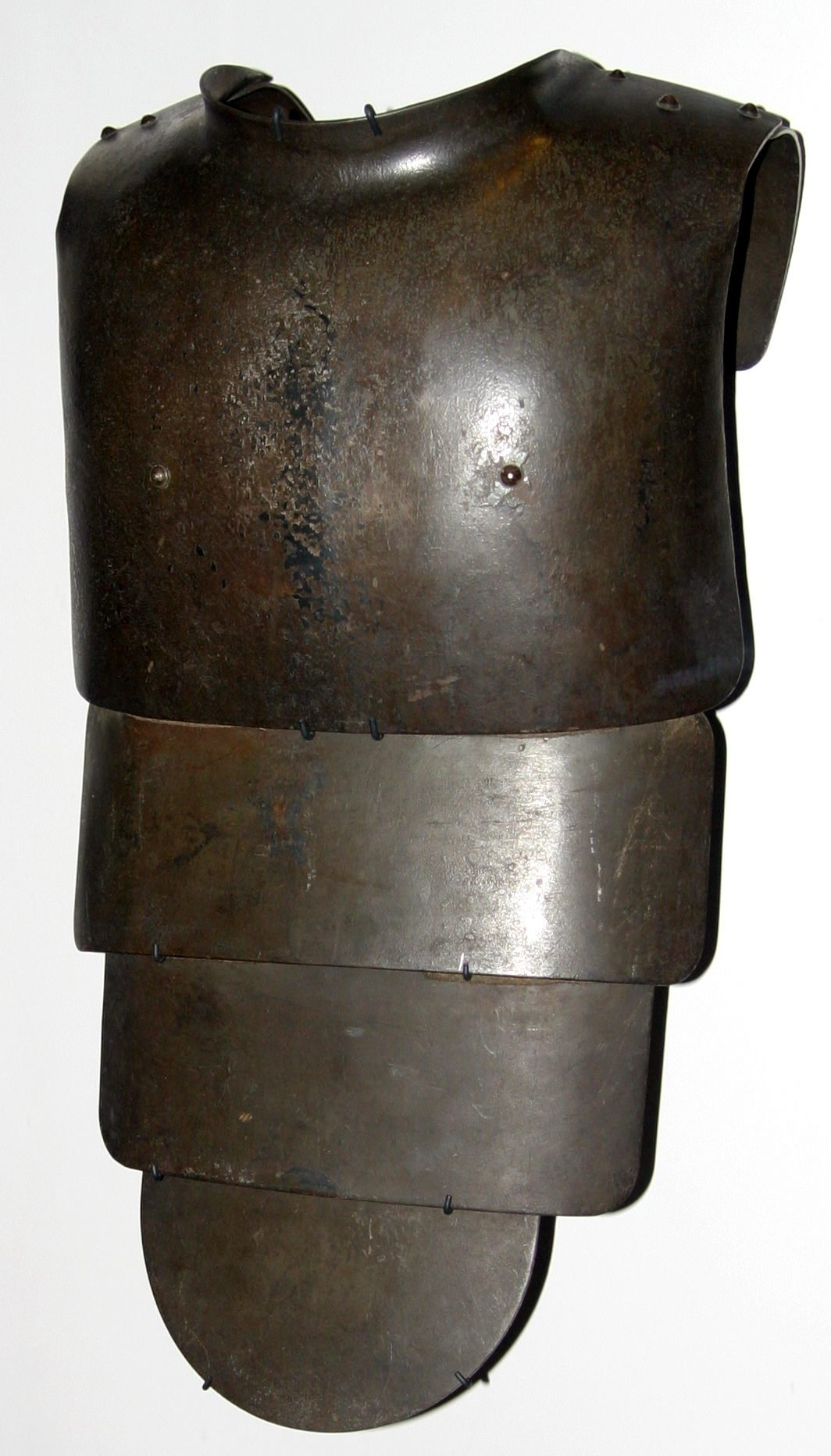
Armure corporelle d'infanterie allemande (Sappenpanzer), 1918.

Plusieurs armures américaines après des tests de tir en 1918.

Durant la Première Guerre mondiale, les États-Unis développèrent plusieurs types d'armure, incluant le Brewster Body Shield, fait d'un alliage de nickel, de chrome et d'acier. Cette armure pouvait arrêter les balles du Lewis Mark I, qui pouvaient atteindre la vitesse de 820 m/s. Cependant, cette armure était encombrante et très lourde (18 kg). Un autre type d'armure fut conçu, en février 1918, par le Metropolitan Museum of Art. Ce plastron, basé sur une armure du XVe siècle, pesait 12 kg, mais était considéré comme trop bruyant et contraignant. Un gilet sur mesure, fait d'acier en écailles attachées à une doublure de cuir pesant 5 kg, fut aussi développé. Étant ajusté au corps, il était apprécié comme plus confortable que les autres types d'armures[réf. nécessaire].
Les Allemands quant à eux ont utilisé massivement dès 1916 des plastrons d'acier pour protéger leurs guetteurs dans la guerre de tranchée, les Sappenpanzer, en acier trempé d’une épaisseur de 22 mm, qui pesaient en moyenne entre 9 et 11 kilos. Cette cuirasse présentait divers inconvénients car le soldat équipé avait des difficultés à lancer une grenade, à manier un fusil et le poids de la cuirasse était une gêne considérable. Fin 1917, plusieurs modifications sont apportées : ajout d’une sangle dorsale, d’une découpe pour épauler le fusil et de crochets pour arrimer des charges lourdes ou au moins un ceinturon. Entre 400 000 et 500 000 exemplaires de la Sappenpanzer auraient été produites entre 1916 et 1918.
En 1923, Leo Krause déposa un brevet américain pour un gilet pare-balle en tissu contenant des plaques de duralium et permettant d'arrêter les balles de pistolet. Les plaques étaient chacune enfermée dans une poches de tissu et se superposaient partiellement l'une sur l'autre comme des tuiles. Chaque poche était agrafée en sa partie la plus haute à une toile placée derrière. Un matelassage en soie de Chine était également présent devant et derrière les poches contenant les plaques métalliques. Il n'hésitait pas à se faire prendre en photo portant son gilet et se faisant tirer dessus pour en faire la promotion,.

### Gilet capitonné
Vers la fin des années 1920 et le début de 1930, des membres de groupes criminels des États-Unis commencèrent à porter des vêtements rembourrés de coton. Beaucoup moins chers que les armures d'acier, ces gilets pouvaient absorber l'impact de munitions d'armes de poing tel le .22 Long Rifle, .25, .32 S&W Long, .380 ACP et le .45 ACP qui se déplacent à des vitesses approchant les 300 m/s. Plusieurs services de police comme le FBI se dotèrent alors d'une munition plus puissante, la .357 Magnum, afin de répondre à ces protections[réf. nécessaire].

### Seconde Guerre mondiale
Dès le début de la Seconde Guerre mondiale, les États-Unis développèrent des armures pour l'infanterie, mais la plupart des modèles étaient trop lourds et contraignaient trop les mouvements. De plus, ces armures étaient incompatibles avec les équipements existants. La société Wilkinson Sword développa, parallèlement, un gilet à l'épreuve des shrapnels de la Flak  allemande pour les pilotes de la RAF (Royal Air Force). Ces gilets, faits de plaques de manganèse insérées dans une veste de nylon balistique développé par la firme Dupont, ne pouvaient cependant pas arrêter une balle. Des plaques en composite de fibre de verre, appelées Doron plate (en) et développées par la Dow Chemical Company dès mai 1943, furent également utilisées par des Marines lors des dernières phases de la bataille d'Okinawa. Les plaques Doron insérées dans des vestes en nylon balistique conféraient une protection relative face aux éclats d'explosions et autres fragments. Cette même technologie fut ensuite utilisée à bien plus grande échelle durant la guerre de Corée et la guerre du Vietnam dans les années 50.
L'armée japonaise produisit aussi quelques types d'armure pour l'infanterie durant la Seconde Guerre mondiale, mais ils ne furent pas convaincus. Les tentatives de l'armée américaine reprirent au milieu de 1944, avec la production de plusieurs types d’armure telles les T34, T39, T62E1 et M12[réf. nécessaire].
L'Armée rouge soviétique développa, quant à elle, des modèles de gilets pare-balles nommés SN-38, SN-39, SN-40 et SN-42. « Stalynoi Nagrudnik » étant la traduction de « Gilet d'acier » et le numéro représentant l'année de conception. Seul le SN-42, fait de deux plaques d'acier pressées, entra finalement en production. D'une épaisseur de 2 mm et d'un poids de 3,5 kg, il fut fourni au SHISBr (Génie de combat), au Tankodesantniki (des soldats d'infanterie embarquant sur les chars de combat lors d'un assaut) et à certaines brigades de blindés. L'armure SN protégeait contre des balles de la MP40 allemande tirées à plus de 100-125 mètres, ce qui donna un avantage important lors de batailles urbaines (comme à Stalingrad). Malgré tout, son poids la rendait inutilisable pour l'infanterie à pied et la munition de 7,92 × 57 mm tirée par la Mauser Karabiner 98k et la MG42 la traversait facilement[réf. nécessaire].

### De 1945 à 1990
Durant la guerre de Corée (1950-1953), plusieurs nouveaux gilets furent produits pour l'armée américaine, dont le M-1651 qui apportait une grande amélioration au niveau du poids. Cependant, il n'était pas très efficace contre les balles et les shrapnels. Les gilets de la guerre du Viêt Nam utilisèrent différentes combinaisons de nylon, de nouvelles céramiques capables de bloquer les balles de fusil, de fibre de verre et de matériaux utilisés dans les armures d'acier de la Seconde Guerre mondiale et de la guerre de Corée[réf. nécessaire].
En 1968, l'« American Body Armor » fut fondé et produisit une combinaison de nylon recouverte de plusieurs plaquettes d'acier. Ce type de gilet fut vendu par la compagnie d'arme à feu Smith & Wesson, sous le nom de « Barrier vest » pour les forces de police[réf. nécessaire].
Dans le milieu des années 1970, DuPont Corporation introduisit la fibre synthétique de Kevlar, qui était conçue pour renforcer les pneus. Le National Institute of Justice soumit ce nouveau matériel à une évaluation méthodique afin de pouvoir vérifier si le Kevlar pouvait arrêter un projectile, et déterminer le nombre de couches nécessaires pour y arriver. Lester Shubin, qui fut nommé coordinateur de cette évaluation, fournit un rapport qui approuva le Kevlar comme pouvant fournir une bonne protection, légère, pouvant être confortablement portée par les agents de police de façon régulière, et ainsi sauver des vies[réf. nécessaire].
En 1975, Richard A. Armellino, le fondateur d’American Body Armor, commercialisa un gilet entièrement fait de Kevlar, nommé K-15, comprenant 15 couches, ainsi qu'une plaque d'acier balistique de 5" x 8" verticale, à la hauteur du cœur. Ce type de plaque est encore aujourd'hui utilisé dans les gilets modernes, afin de diminuer les traumatismes internes au niveau des organes internes et du sternum[réf. nécessaire].

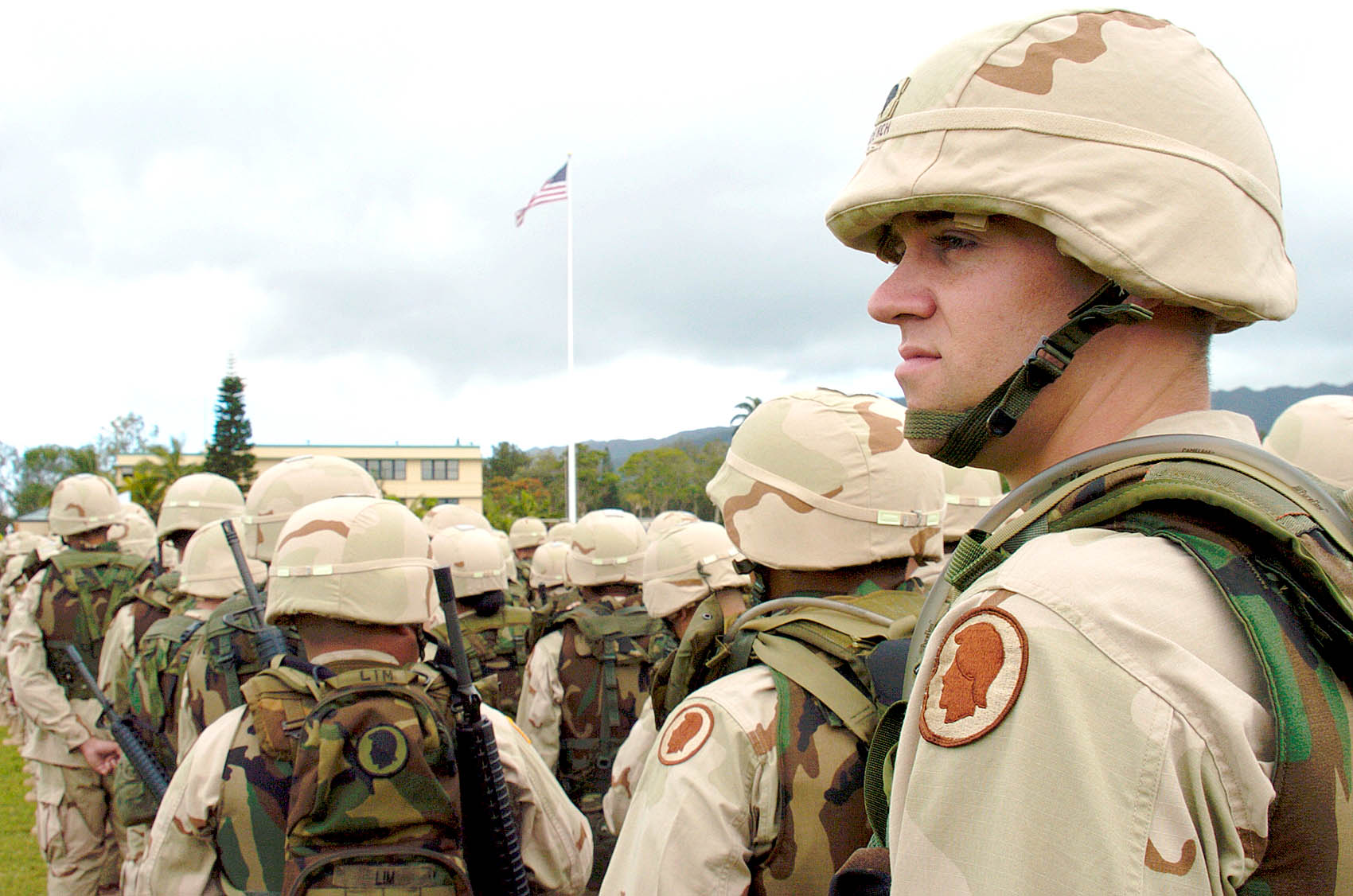
Soldats de la garde nationale des États-Unis portant le casque PASGT et le gilet Interceptor OTV.

En 1976, Richard Davis, le fondateur de Second Chance Body Armor, développa le premier gilet pare-balles de la compagnie lui aussi entièrement fait de Kevlar. Nommé « Model Y », la légereté de ce gilet lui permit de devenir la nouvelle protection à usage quotidien pour les forces policières modernes. Dans le milieu des années 1980, on estime alors qu'entre un tiers et la moitié des policiers en patrouille des États-Unis portent cette protection de manière régulière. En 2006, aux États-Unis, plus de 2 000 policiers ont vu leur vie sauvée par leur équipement, prouvant ainsi la pertinence du gilet pare-balles comme standard[réf. nécessaire].
En 1979, l'URSS commence la production en masse du gilet 6B2 utilisant principalement des plaques de titane, de l'aramide et du nylon. Il fut utilisé durant la guerre d'Afghanistan et devait protéger des éclats et des balles d'armes de poing[réf. nécessaire].

### De 1990 à 2000
Le gilet léger de Kevlar comporte cependant des imperfections, car les gros fragments ou les projectiles ayant une haute vélocité transfèrent assez d'énergie cinétique pour causer des blessures, qui peuvent s'avérer graves voire mortelles. C'est ainsi que le Ranger Body Armor fut développé pour les fantassins d'élite américains en 1994. Ce fut le deuxième gilet pare-balles américain moderne pouvant stopper une balle de fusil, tout en restant assez léger pour être porté par les soldats de l'infanterie sur le terrain. Le gilet des US Rangers est cependant plus lourd que le PASGT (Personal Armor System for Ground Troops) porté par l'infanterie régulière, en plus de protéger moins efficacement les épaules et le cou[réf. nécessaire].

### Années 2000

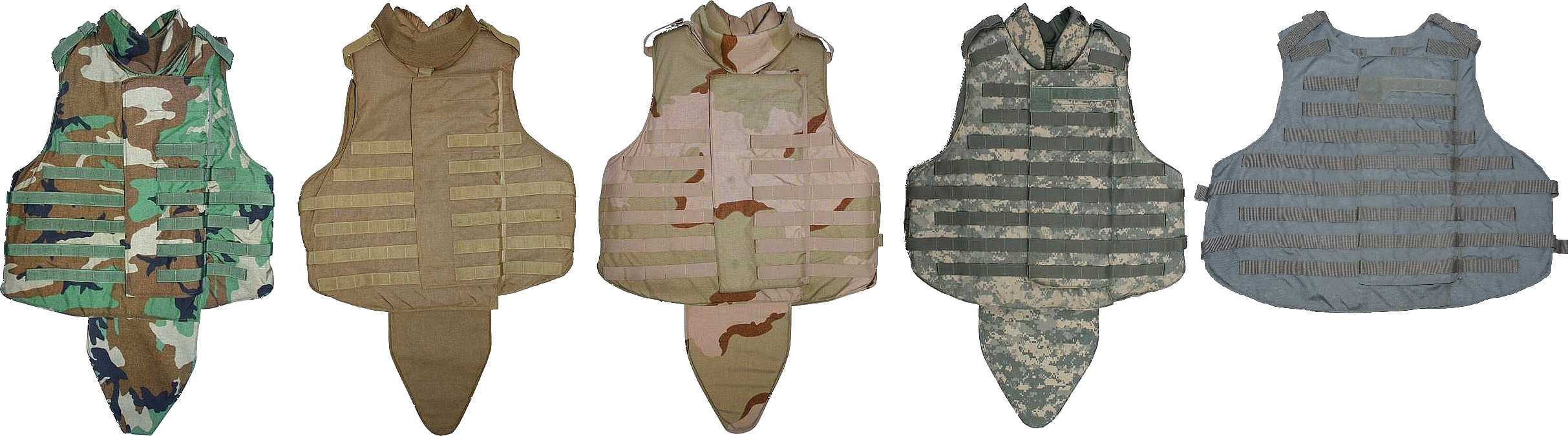
Body Armor vests, avec toutes les options, cou et ventre, sauf sur la dernière à droite qui est celle de la police afghane

Dans les années 2000, le nouvel Interceptor multi-threat body armor system (IBA) devient le standard de l'armée américaine, remplaçant le PASGT. Le gilet de Kevlar Interceptor offre une protection contre les tirs automatiques des petits calibres de 9 mm, les éclats de grenade et dans une certaine mesure contre les éclats d'obus pas trop proches. Des plaques SAPI (Small Arms Protective Insert (en)), faites de céramique et placées en protection du thorax et du dos, peuvent être ajoutées en option en fonction de la menace, car elles augmentent considérablement le poids de l'équipement (de 5,1 à 14,2 kg la paire selon les modèles). Elles fournissant une protection accrue des organes vitaux contre le danger d'armes plus lourdes ; on parle d'ailleurs de plus en plus fréquemment de « gilet porte-plaques » au lieu de « gilet pare-balles ». Des protections légères (donc limitées) peuvent être ajoutées pour protéger le cou et le ventre,.

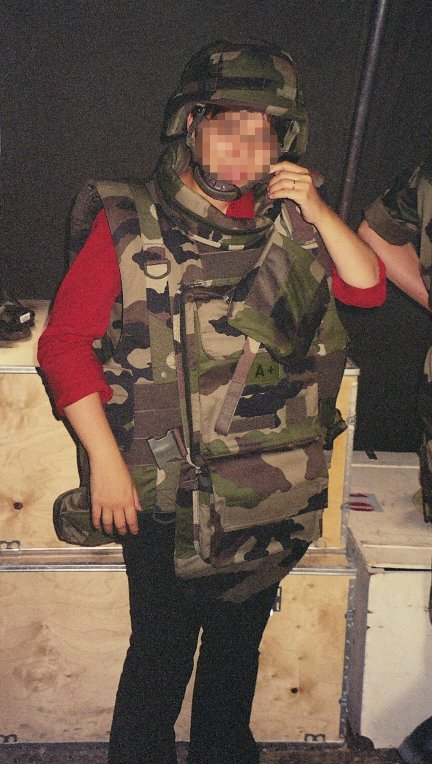
Journées Nation Défense, Gilet SMV porté par une visiteuse

En 2017, Les soldats de l’armée de Terre française perçoivent la « structure modulaire balistique » (SMB) de nouvelle génération, fusion du gilet de protection balistique et du système de transport des matériels de combat, plus léger, offrant une mobilité et une ergonomie améliorée. Elle procure une protection balistique de classe 4 [contre les munitions perforantes] grâce à des plaques blindées. En 2022, 60 000 exemplaires sont en dotation, sur 80 000 commandées, selon la cible notifiée par la Loi de programmation militaire (LPM) 2019-2025. Grâce aux retours d’expérience des soldats sur le terrain vers la Section technique de l’armée de Terre (STAT), en 2022, une version améliorée (SMB-V2) arrive dans les forces, à la suite d'un appel d’offres lancé en janvier 2019 et remporté en juin 2020 par le groupe norvégien NFM pour 41,6 M€ pour les SMB V2 proprement dites et 5 M€ pour les accessoires. 62 unités en sont équipées au 1er semestre 2022, avec la livraison de 5 900 SMB améliorées : Sac d’hydratation, porte-chargeur de fusil HK-416, poche de délestage, modification de la protection du cou et des poches porte-grenade, grille de protection avant-arrière, mousquetons.
En octobre 2022, le Centre interarmées du soutien équipements commissariat [CIEC] présenta son projet de Gilet porte-plaques polyvalent [G3P], un gilet destiné aux opérateurs du commandement des opérations spéciales [COS]. Il permet une protection balistique contre des munitions perforantes et il permet également de pouvoir moduler sa protection par rapport à la menace présente sur le théâtre. En fonction du niveau de menace, l’opérateur peut ainsi mettre soit une plaque plus légère pour améliorer sa mobilité, soit ajouter des plaques de classe 4 pour obtenir une protection complète, notamment contre des munitions de type sniper. Les plaques interchangeables sont conçues à partir d’un mélange de plusieurs types de céramiques [carbure de bore, carbure de silicium, titane, etc.]. Mais elles ont aussi la particularité d’être dotées de capteurs permettant de contrôler leur intégrité en permanence. Ce système, appelé GMOS-TherMOS [GaMma One Shot – TherMique One Shot], a été développé par le CIEC, en partenariat avec un industriel. Les plaques sont chacune dotées de quatre puces [deux sur la face interne et deux sur la tranche] afin de détecter un possible dommage après un choc [auquel cas, un témoin rouge s’allume] ou une exposition à des températures susceptibles de dégrader leur performance. Le combattant peut contrôler lui-même l’état de son gilet pare-balles, ce qui fait qu’il est autonome pour le réparer le cas échéant. Et il n’est plus besoin d’avoir recours à des moyens radiographiques pour vérifier l’intégrité de ce type de protection, ce qui permet des économies de temps et d’argent. Plus de 60 000 puces du système GMOS-TherMOS seront produites et livrées en 2025, ce qui permettre d’équiper plus de 15 000 plaques, en priorité pour les unités des forces spéciales.

### Masque balistique
Le masque balistique est en dotation dans divers services de police ou forces spéciales[réf. nécessaire].

## Les matériaux

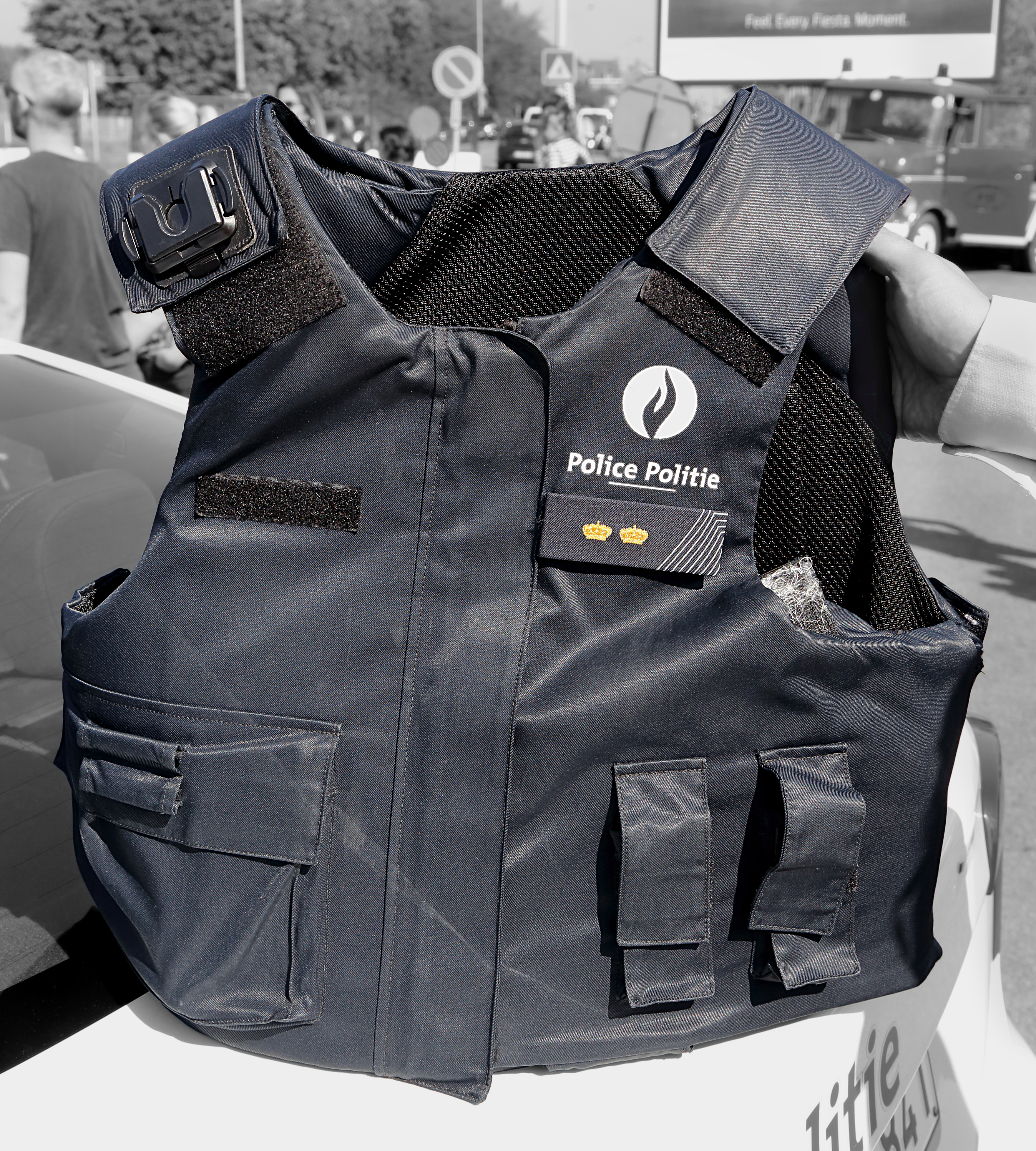
Gilet pare-balles de la police belge (2017).

### Les matériaux flexibles
Depuis 1970, plusieurs nouvelles fibres et méthodes de fabrication des gilets pare-balles ont fait leur apparition, en parallèle au Kevlar. On distingue deux grandes familles de fibres dans la fabrication des gilets pare-balles modernes.

#### Aramides
Premièrement, les para-aramides (Poly-para-phénylène téréphtalamide), qui regroupent principalement le Kevlar de DuPont, le Twaron de Teijin et le GoldFlex de Honeywell. Le Twaron et le Kevlar sont des matériaux ayant des performances proches. Le procédé de fabrication du Kevlar utilisant du phosphotriamide hexaméthylique cancérigène, une guerre de brevet s'ensuivit entre DuPont et Akzo (Twaron d'Arko fut acheté par Teijin en 2000). Finalement, aujourd'hui, DuPont doit payer une licence de brevet à Akzo pour pouvoir utiliser leurs méthodes de production, et ce, malgré de nombreuses recherches de la part de DuPont pour trouver une alternative. Le GoldFlex, quant à lui, est plus résistant et flexible que ses concurrents, mais il reste plus cher et donc moins attrayant.

#### Polyéthylènes
Le second type de fibre comprend les fibres polyéthylène ultra haute densité  (ou PE de masse molaire très élevée) comme le Spectra de Honeywell et le Dyneema de DSM ainsi que le polyazole Zylon de Toyobo. Le Spectra et le Dyneema possèdent des caractéristiques très proches du Twaron et du Kevlar. Cependant, le Zylon a perdu son certificat du National Institute of Justice (NIJ) qui approuve son utilisation dans les gilets pare-balles, car une recherche démontra qu'il perdait ses capacités antibalistiques beaucoup plus rapidement que tout autre matériau. Cette recherche fut déclenchée en 2003 après la mort du policier Tony Zeppetella de Oceanside et les blessures sérieuses du policier Ed Limbachers de Forest Hills, qui portaient tous deux des gilets faits de Zylon.

### Les matériaux solides

#### Céramiques
Les céramiques notamment à base de carbure de bore - déjà aussi utilisées dans les blindage des chars - ou de phosphure de bore plus prometteuse car plus légère et actuellement[Quand ?] en développement (projet CAPBAB du ministère des armées), peuvent être employées. Leur résistance est comprise entre entre 30 et 40 GPa.

## Standards de performance
Il existe de nombreux standards de performance différents, le plus souvent propres à chaque pays, comme le standard russe GOST, ou européen VPAM. Ils permettent de classer les gilets selon leurs niveaux de protection et d'en certifier les performances réelles. Le standard balistique du National Institute of Justice (NIJ) est le plus connu et fournit une attestation du niveau de protection offert par les différents gilets pare-balles vendus aux États-Unis. Plus la note donnée par le NIJ est haute, plus le gilet est performant. Si cet organisme ne fournit pas de certificat ou encore le réforme, le produit ne peut plus être vendu sur le territoire américain[réf. nécessaire].
Les gilets sont testés en laboratoire de certification dans des conditions bien précises, en particulier concernant l'état du gilet au moment des tirs ainsi que son conditionnement préalable pour vérifier son intégrité balistique après l'équivalent d'une utilisation normale. Par convention, dans le standard NIJ, une zone de 51 mm le long des bordures des gilets est exclue des tests. Les impacts des tirs ne doivent pas être éloignés de moins de 51 mm pour les munitions de pistolets et de 76 mm pour les munitions de fusils. Les gilets pare-balle sont testés avec 6 tirs, sauf pour le niveau IV ou un seul tir est admis comme suffisant. Les gilets sont montés sur un support composé d'un mélange d'argile et d'huile, la Roma Plastilina No.11. Cette matière permet de mesurer la déformation permanente ayant eu lieu derrière le gilet une fois les tirs réalisés. Plusieurs gilets identiques du même fabricant sont testés. Les niveaux NIJ sont attribués aux modèles de gilets ayant respecté les conditions d'homologation, les principales étant  la non pénétration des projectiles aux conditions données et une déformation arrière du support inférieure à 44 mm. En effet, la non pénétration seule ne garantit pas la survie en cas d'impact, le gilet pouvant arrêter la balle mais se déformer et s'enfoncer profondément dans le corps du porteur et y transférer beaucoup d'énergie. Cela peut provoquer des blessures contondantes graves comme la fracture de cotes et du sternum.
| Niveau    | Munition stoppée* | Énergie cinétique maximale* |
| --------- | --- | --------------------------- |
| Type I    | -.22 LR LRN (Long Rifle Lead Round Nose) d'une masse nominale de 2,6 g et d'une vélocité maximale de 329 m/s -.380 ACP FMJ RN (Full Metal Jacket Round Nose) d'une masse nominale de 6,2 g et d'une vélocité maximale de 322 m/s | <300 joules                 |
| Type IIA  | -9mm FMJ RN (Full Metal Jacket Round Nose) d'une masse nominale de 8,0 g et d'une vélocité maximale de 341 m/s -.40 S&W FMJ (Full Metal Jacket) d'une masse nominale de 11,7 g et d'une vélocité maximale de 322 m/s             | <700 joules                 |
| Type II   | -9mm FMJ RN (Full Metal Jacket Round Nose) d'une masse nominale de 8,0 g et d'une vélocité maximale de 367 m/s -.357 Magnum JSP (Jacketed Soft Point) d'une masse nominale de 10,2 g et d'une vélocité maximale de 436 m/s       | <800 joules                 |
| Type IIIA | -9mm FMJ RN (Full Metal Jacket Round Nose) d'une masse nominale de 8,0 g et d'un vélocité maximale de 436 m/s -.44 Magnum SJHP (Semi Jacketed Hollow Point) d'une masse nominale de 15,6 g et d'une vélocité maximale de 436 m/s | <1 300 joules               |
| Type III+ | -7.62mm FMJ (Full Metal Jacket) d'une masse nominale de 9,6 g et d'une vélocité maximale de 847 m/s | <3 400 joules               |
| Type IV   | -.30-06 AP (Armor Piercing) d'une masse nominale de 10,8 g et d'une vélocité maximale de 878 m/s | <4 000 joules               |

- La vélocité donnée est la vélocité que possède la balle lors de l'impact et non lors de la sortie du canon.
- L'énergie cinétique maximale n'est qu'une approximation afin de fournir une idée générale de la quantité d'énergie que chacun des types de gilet peut absorber. Ce chiffre n'est fondé que sur l'énergie déployée habituellement par de tels types de munitions, mais n'est pas le chiffre officiel.

Les niveaux de protection IIA à IIIA correspondent aux niveaux de performance de pack balistique souple, qui sont constitués de plusieurs feuilles de para-aramides ou polyéthylènes protégeant essentiellement des armes de poing[réf. nécessaire].
Les niveaux de protection III+ et IV sont atteints grâce à l'association d'un pack souple et d'une plaque additionnelle en métal ou d'une plaque de feuilles de polyéthylène pressées à chaud et recouverte de céramique[réf. nécessaire].
Le poids d'un gilet pare-balles est compris entre 2,5 et 4 kg pour les classes I, IIA, II et IIIA et entre 5 et 16 kg pour les classes III+ et IV[réf. nécessaire].

## Développements futurs
Si le gilet pare-balles sauve beaucoup de vies, la protection qu'il offre se limite encore généralement au thorax en raison de son poids qui doit rester raisonnable. Il en résulte de nombreuses blessures aux membres, pouvant aboutir à une amputation. L'armée américaine développe donc un nouveau type d'armure pare-balles. Constituée d'un gilet pare-balles comprenant des jupes plus grandes afin d'offrir une protection accrue au niveau des épaules et des cuisses, d'un casque, de jambière et de protège-bras, elle permettrait de diminuer grandement le nombre de blessures graves. Cependant, ce type d'armure reste encore lourd et très encombrant, tant au niveau de la mobilité des soldats que dans le tir (les jupes plus grandes au niveau des épaules gênent le tir), bien que certains soldats soient prêts à faire des sacrifices à ce niveau afin de bénéficier d'une protection accrue. Si l'application de ce type d'armure est totalement inadéquat pour l'infanterie, il pourrait être utilisé pour les équipages de véhicules terrestres[réf. nécessaire].

### La soie d'araignée
La soie d'araignée est plus de 10 fois plus résistante que l'acier et 3 fois plus que le Kevlar. Différents essais de domestication des araignées échouèrent. Si les vers à soie sont, depuis longtemps, domestiqués par l'homme, les araignées ont la fâcheuse tendance à s'entre-dévorer lorsqu'elles sont retirées de leur territoire. Un essai important fut tenté dans les années 1960 par l'armée américaine, qui tentait de trouver un nouveau moyen de protéger ses troupes lors de la guerre du Viêt Nam. Bien que l'expérience fût un échec, elle permit quand même d'identifier la Nephila clavipes, qui produit 7 types de soie, dont une ultra-résistante. Plusieurs années plus tard, les avancées technologiques permirent d'isoler les gènes qui codent les protéines qui forment la soie d'araignée et de les insérer dans une bactérie. C'est en 1990 que le Randy Lewis lab de l'University of Wyoming, grâce à un financement de l'armée, identifia les deux gènes nécessaires. L'US Army Soldier and Biological Chemical Command, à Natick, et l'université du Wyoming tentèrent d'en produire des quantités suffisantes en obligeant des bactéries à produire les protéines. Cependant, les résultats furent insuffisants, tant au niveau de la quantité que de la qualité. Si la soie d'araignée est si forte, c'est grâce à la nature répétitive de deux de ses gènes, mais les bactéries coupaient la séquence en diminuant ainsi la résistance de la soie produite[réf. nécessaire].
En 1993, Turner, un généticien et chercheur de l'université McGill à Montréal, découvrit des similitudes entre les glandes séricigènes des araignées et les glandes mammaires des chèvres. Après trois ans de recherche au sein de la compagnie canadienne Nexia Biotechnologies, les scientifiques réussirent à produire de grandes quantités de soie d'araignée en insérant les deux gènes dans des glandes mammaires de chèvres. Le lait récolté contenait ainsi des protéines qui, une fois purifiées, furent introduites dans de petits tubes où elles formèrent de la soie ultra-résistante, très proche de la soie naturelle. Nexia fut propriétaire d'une ferme contenant une douzaine de chèvres génétiquement modifiées, élevées avec plus de 1000 autres individus non génétiquement modifiés. Après la faillite de Nexia, les recherches sont poursuivies par l'University of Wyoming puis la Utah State University et le Randy Lewis lab avec 30 chèvres. Les avancées de l'armée sur la soie nommée « Biosteel », créée grâce aux protéines de Nexia, sont plutôt discrètes. Cependant, on peut supposer la préparation de nombreux tests de performance de la soie dans le futur remplacement du Kevlar. En effet, le Biosteel possède de nombreux avantages. Alors que le Kevlar est fabriqué à base de pétrole et nécessite des procédés chimiques dans sa fabrication, ce matériau ne nécessite qu'une infrastructure de production beaucoup moins lourde et moins coûteuse. En plus de ses meilleures performances, le Biosteel est aussi plus léger et flexible que le Kevlar. Il reste, cependant, des points d'interrogation quant à la longévité d'une telle soie, en plus de sa capacité à résister à de grandes chaleurs, qui pourrait être moins bonne que celle du Kevlar. Cependant, le Biosteel semble voué à un grand avenir au niveau du gilet pare-balles. Même si ses capacités antibalistiques exactes sont encore inconnues publiquement, on peut prévoir la diminution marquée du poids d'un gilet pare-balles constitué de cette fibre. Même s'il serait étonnant que l'utilisation de ce nouveau matériau permette de se départir totalement des plaques de céramique ou de métal, elle permettrait certainement d'en diminuer l'épaisseur et donc le poids. Elle permettrait aussi de rendre le projet d'armure pare-balles de l'armée américaine beaucoup plus mobile.
Le biochimiste allemand Thomas Scheibel a réussi à produire par biomimétisme des protéines de soie d'araignée en modifiant des bactéries E. coli avec des gènes provenant de l'épeire diadème et les tisser en une fibre, puis à imiter le mécanisme complexe par lequel les araignées tirent et filent des brins de soie en fibres pour confectionner leurs toiles. La fibre protéique tissée par les araignées contient jusqu'à 1.500 brins de soie par fil. Ses premiers produits ont été mis sur le marché en 2014. Afin de produire son invention à l'échelle industrielle, Thomas Scheibel a cofondé avec Lin Römer à Munich en 2008 AMSilk, entreprise issue de l'Université technique de Munich (TUM) elle emploie 70 personnes en 2024. Cette soie d'araignée est aujourd'hui utilisée dans un large éventail de produits dont les gilets pare-balles. En 2014, l'entreprise est devenu le premier fournisseur industriel de polymères de soie synthétique et commercialise ses tissus sous la marque Biosteel® depuis 2015.
En 2023, une équipe chinoise annonce avoir fait produire de la soie d'araignée par des vers à soie transgéniques ; ces soies ont une résistance à la traction élevée (1 299 MPa) et une ténacité exceptionnelle (319 MJ/m3, six fois plus que le Kevlar), tout en pouvant être produites avec des longueurs comparables aux soies naturelles d'araignée.

### La nanotechnologie
Plusieurs nanotechnologies ont aussi vu le jour dans les dernières années. Premièrement, des nanoparticules insérées dans le gilet pourraient réagir à la pression appliquée par une balle sur le matériel et se durcir suffisamment pour bloquer cette dernière. Il en résulterait une armure flexible qui pourrait dévier les balles comme le ferait une armure d'acier, mais avec un poids plus faible que les gilets modernes. Une autre technologie est présentée par la compagnie ApNano comme un nanocomposite rigide, basé sur du disulfure de tungstène, capable de résister à l'impact de 250 tonnes par centimètre carré, tout en restant en bon état. Un test du matériel sous une pression isostatique par une équipe française lui attribue même une résistante de 350 tonnes par centimètre carré. Le développement d'un gilet pare-balles constitué de soie d'araignée et de nanotechnologie fut démarré au courant de 2006 pour une commercialisation potentielle. On peut penser à un gilet traditionnel où le Kevlar serait remplacé par du Biosteel et les plaques de céramique par un matériel nanotechnologique[réf. nécessaire].
Dans un futur un peu plus lointain, les nanotubes de carbone qui offrent des résistances près de 100 fois plus grandes que l'acier et un poids six fois moindre pour une même quantité, pourraient remplacer les plaques de céramique encore plus efficacement. De plus, les nanotubes pourraient fort probablement être fixés directement sur des fibres afin d'augmenter leur résistance sans les rigidifier. Cependant, leur production reste encore trop onéreuse pour l'envisager dans un futur proche[réf. nécessaire].

## Législation
La possession de gilet pare-balles est légale dans la plupart des pays du monde. Il existe des exceptions comme en Australie, ou encore la Thaïlande. Les personnes condamnées pour crimes violents  se voient interdire leur possession aux États-Unis.